# Остапенко Володимир Аркадійович
Володимир Аркадійович Остапенко (біл. Уладзімір Аркадзьевіч Астапенка; нар. 13 листопада 1962, Мінськ) — білоруський політик і дипломат. Кандидат юридичних наук (2000). Мав дипломатичний ранг надзвичайного і повноважного посланника другого класу.

## Біографія
Закінчив Московський державний інститут міжнародних відносин МЗС СРСР (1985), аспірантуру Білоруського державного університету та МДІМВ-Університету МЗС РФ.
На дипломатичну службу прийшов ще за часів БРСР. Працював начальником інформаційного відділу міністерства закордонних справ БРСР.
З 1992 року по 19 травня 1993 року — заступник міністра закордонних справ. З 6 липня 1993 року по 18 жовтня 1994 року — генеральний консул Республіки Білорусь в Гаазі. В цей же день призначений радником-посланником Посольства Республіки Білорусь в Королівстві Бельгія. Залишався на цій посаді до 27 липня 1996 року.
Після повернення з-за кордону працював у Міністерстві закордонних справ начальником Управління міжнародних економічних відносин.
Працював проректором з міжнародних зв'язків та завідувачем кафедри міжнародного приватного та європейського права Білоруського державного університету.
18 квітня 2008 року призначений Надзвичайним і Повноважним Послом Республіки Білорусь у Республіці Куба.
У складі державної делегації брав участь у численних сесіях Генеральної Асамблеї ООН.
7 грудня 2017 р. Указом Президента Республіки Білорусь призначений Надзвичайним і Повноважним Послом Республіки Білорусь в Аргентинській Республіці та за сумісництвом у Східній Республіці Уругвай.
31 серпня 2018 року призначений Надзвичайним і Повноважним Послом Республіки Білорусь у Республіці Парагвай і Республіці Перу за сумісництвом.

### Після 2020 року
Остапенко подав у відставку в день інавгурації Олександра Лукашенка, 23 вересня 2020 року. 27 жовтня він направив лист до Адміністрації Президента, а також Міністерства закордонних справ Республіки Білорусь, де заявив про численні порушення основних прав і свобод громадян Білорусі та просив звільнити його з посади. Після цього Лукашенко підписав указ про звільнення Остапенка з посади та позбавлення його дипломатичного рангу «у зв'язку зі вчиненням злочину, несумісного з перебуванням на дипломатичній службі». Остапенко не погодився з таким формулюванням причини свого звільнення і намагався змінити її через суд, але безрезультатно. Потім він приєднався до команди Світлани Тіхановської і зараз працює в Об’єднаному перехідному кабінеті, обійнявши там посаду заступника представника із закордонних справ (з 2024 року — виконувач обов'язків представника, а потім представник кабінету з міжнародного та європейського співробітництва). Заступник керівника Народного антикризового управління.
21 грудня 2022 року щодо екс-посла було відкрито спецпровадження. На початку 2023 року в суді Радянського району Мінська Володимира Остапенка заочно засудили до п'яти років позбавлення волі та штрафу. Також його заочно позбавили права обіймати в Білорусі посади, пов'язані з виконанням організаційно-розпорядчих та адміністративно-господарських обов'язків строком на п'ять років. Водночас його звільнили від покарання на один рік згідно із Законом від 7 грудня 2022 року «Про амністію у зв’язку з Днем національної єдності». Під арештом залишилося майно Остапенка (земельна ділянка та садовий будинок).

## Наукова діяльність
Автор понад 50 наукових та академічних публікацій у галузях міжнародного та європейського права, міжнародних відносин та вищої освіти.

### Основні публікації
1. Астапенка, У. А. Пашырэнне Еўрапейскага саюза — наступствы для адносiн памiж Беларуссю і Польшчай / У. А. Астапенка // Беларусь і Польшча, ПIСМ. — Варшава, 2003. — С. 137—146.
2. Астапенко В. А. Эволюция Европейского союза (Амстердамский договор 1997 года): диссертация на соискание учёной степени кандидата юридических наук / В. А. Астапенко. — Минск: БГУ, 2000.